# 民族正当防衛論
民族正当防衛論（みんぞくせいとうぼうえいろん）とは、日本の右翼・民族派の政治思想の一つ。

## 概要
1960年の安保闘争の盛り上がりは、右翼陣営の間で「赤化革命近し」の危機感を生んだ。こういう背景から「民族正当防衛論」が台頭することになった。
個人に「正当防衛」、国家に「自衛権」が認められるように、民族自体にも「正当防衛」の権利が認められるべきである。もし「民族の危機」が発生した場合、その危機を回避するために刑法上の犯罪を犯しても、それは是認されるべきである、という理論である。
浅沼稲次郎暗殺事件は、この民族正当防衛論に基づいて起きた最大の事件といえよう。